# Mentone (Kalifornija)
Mentone je naseljeno područje za statističke svrhe u američkoj saveznoj državi Kalifornija. Prema popisu stanovništva iz 2010. u njemu je živjelo 8.720 stanovnika.